# Jon Hopkins
Jonathan Julian "Jon" Hopkins (Kingston upon Thames, Surrey, 15 de agosto de 1979) es un productor y músico inglés especializado en composiciones de música electrónica, y caracterizado por su capacidad para crear melodías ambientales mediante sintetizadores y acordes de piano. Su carrera comenzó junto a la artista Imogen Heap al teclado, siendo elegido en una audición. Desde entonces, se ha labrado una carrera produciendo y colaborando con diversos artistas de la talla de Brian Eno, Coldplay, David Holmes y Leo Abrahams, entre otros, al igual que también ha sabido hacerse un hueco en el cine componiendo varias bandas sonoras.
Hopkins compuso la banda sonora para la película del 2010 Monsters, la cual fue nominada a un Premio Ivor Novello a la mejor banda sonora original. Su tercer álbum en solitario, Insides, llegó a alcanzar el número 15 en la lista de 2009 en la categoría de música Dance/Electrónica. Sus colaboraciones en Small Craft on a Milk Sea junto a Brian Eno y Leo Abrahams y Diamond Mine con King Creosote alcanzaron el número 82 en el UK Albums Chart. En el 2011 Diamond Mine fue nominado a un Premio Mercury, que se entrega anualmente a los mejores álbumes de Reino Unido e Irlanda. Su álbum Immunity también fue nominado al Premio Mercury en el año 2013.

## Infancia y educación
Jon Hopkins nació en 1979 en Kingston upon Thames, Surrey, y se crio en las cercanías de Wimbledon. Su primer contacto con la música electrónica se produjo cuando escuchó por primera vez House (música) en la radio con unos 7 u 8 años, convirtiéndose en fan de grupos como Depeche Mode y de los Pet Shop Boys. Estos grupos, y su particular sonido, le hicieron sentir una temprana fascinación por el sintetizador, el cual es referente en toda su discografía.
A la edad de 12 años, Hopkins comenzó a estudiar piano en el Departamento Junior del Royal College of Music de Londres, donde estuvo hasta los 17. Mientras estudiaba, los compositores por los que más se vio influenciado fueron Ravel y Stravinsky, y llegó a ganar una competición para interpretar un concierto de Ravel (Piano Concerto en Sol) con una orquestra. Durante un tiempo, Hopkins consideró la idea de convertirse en un pianista profesional, pero acabó llegando a la conclusión de que la música clásica era algo demasiado formal, y que no se sentiría cómodo ni plenamente satisfecho si decidiera dedicarse a ello a tiempo completo.
En su adolescencia, también se vio influenciado por géneros como el acid house, hardcore, grunge, así como también escuchó a artistas como Acen, Seefeel, y Plaid. A los 14 años, Hopkins consiguió su primer ordenador, un Amiga 500, comenzando a programar material en formato MIDI. A la edad de 15, ahorró el suficiente dinero, participando y ganando varios conciertos de piano, para comprar un sintetizador de gama baja pero profesional, un Roland, y, a partir de ahí, comenzó a crear sus primeras composiciones electrónicas completas.

## Carrera musical

### 1997–2004: Primeros años
Después de terminar sus exámenes finales con 17 años, Hopkins acompañó a su amigo Leo Abrahams a una audición para la banda de Imogen Heap. Hopkins decidió participar también en la audición y fue contratado para manejar las mezclas y el teclado, mientras que Abrahams fue contratado como guitarrista. Durante 1998 estuvo de gira con su nueva banda.
En 1999, Hopkins firmó con el sello discográfico de Londres “Just Music” como artista en solitario, y comenzó a grabar su álbum de debut “Opalescent”. Mientras, trabajaba a tiempo parcial como músico de estudio. “Opalescent” atrajo la atención de la prensa, recibiendo alabanzas y reseñas positivas, e incluso algunos de sus temas fueron utilizados para series como “Sexo en Nueva York”. El diario “The Guardian” apuntó en su reseña de “Opalescent” considerándolo un debut maravillosamente producido, sabiendo mezclar destellos del sintetizador, de manera progresiva, junto con ecos de guitarra, acordes de piano y sacudidas frescas. También se dijo que sus maravillosos tonos se mueven desde la calma hacia una inquietante fuerza como si de un incansable mar se tratara y que haría las delicias de cualquier amante de la música preciosista”. DJ Magazine le dio un 4 de 5 estrellas y declaró que “El piano, los acordes de guitarra y los golpes lentos se amoldan como las nubes al atardecer (o un smoothy con narcóticos) llenándote y dejándote vacío como la belleza echada a perder. La batería, en un tono tapado y oscuro, le añade aún más profundidad” ."
Hopkins publicó su segundo álbum, “Contact Note”, bajo la firma Just Music en 2004, mientras siguió trabajando a tiempo parcial como músico de estudio. El álbum fue ganando cierta relevancia para el público underground, pero no consiguió despegar del todo, lo cual condujo a Hopkins a desilusionarse con su carrera en solitario, decidiendo tomarse un descanso, en lo que respectaba a realizar música, para aprender a convertirse en un productor musical.

### 2004–07: Trabajo con Brian Eno
Sobre 2004, Leo Abrahams, el amigo de Hopkins y guitarrista para Imogen Heap, había estado colaborando durante un tiempo con el también músico y productor Brian Eno. Abrahams interpretó alguna de las grabaciones del segundo disco de Hopkins para Eno, y éste le invitó para improvisar algunas notas en una sesión conjunta. Durante el primer día de su colaboración, crearon algunas de las composciciones que Eno usaría en su siguiente álbum “Another Day On Earth”, iniciándose una prolífica colaboración entre ambos que se extendería a lo largo de los años. Poco después, Hopkins produjo los álbumes de King Creosote y Bombshell, con el cual se iniciaron las relaciones con el “Fence Collective”. También escribió junto al compositor y DJ David Holmes para su álbum Holy Pictures, e hizo la remezcla para James Yorkston.
A principios de 2007, Hopkins fue invitado por Brian Eno, que en aquel momento estaba produciendo el álbum del grupo Coldplay Viva la Vida or Death and All His Friends, para que se uniera a la banda en el estudio por un día. Hopkins terminó convenciendo, quedándose más tiempo y contribuyendo al álbum durante todo el año siguiente, coproduciendo alguna de las canciones y tocando el órgano y otros instrumentos de teclado. La intro de la canción “Violet Hill” se originó a partir de una improvisación realizada entre Hopkins y Davide Rossi, el arreglista de guitarra del álbum. Durante este periodo de tiempo, Hopkins creaba esporádicamente sus propias canciones en solitario, y una de ellas, “Light through the veins”, se adaptó para servir de introducción como primera canción del álbum “Life in Technicolor”. “Light through the veins” también fue escogida por la banda como música de fondo para el tema oculto al final del disco “The Escapist”. Viva la Vida salió a la luz en 2008 y ganó el premio al mejor álbum de rock de la gala de los Grammy del 2009 y se convirtió en el álbum mejor vendido del 2008. Después de la salida del álbum, Coldplay le propuso a Hopkins que participara como DJ durante los inicios de sus conciertos y así como en el acto de apertura de su gira mundial del 2008. Jon Hopkins aceptó, y estuvo de gira con la banda durante seis meses por Inglaterra, Estados Unidos y Japón. También actuó en recitales que incluyeron actuaciones en el Madison Square Garden y el O2 de Londres, con audiencias que llegaron hasta veinte mil personas.

### 2008–13:Entity; producción

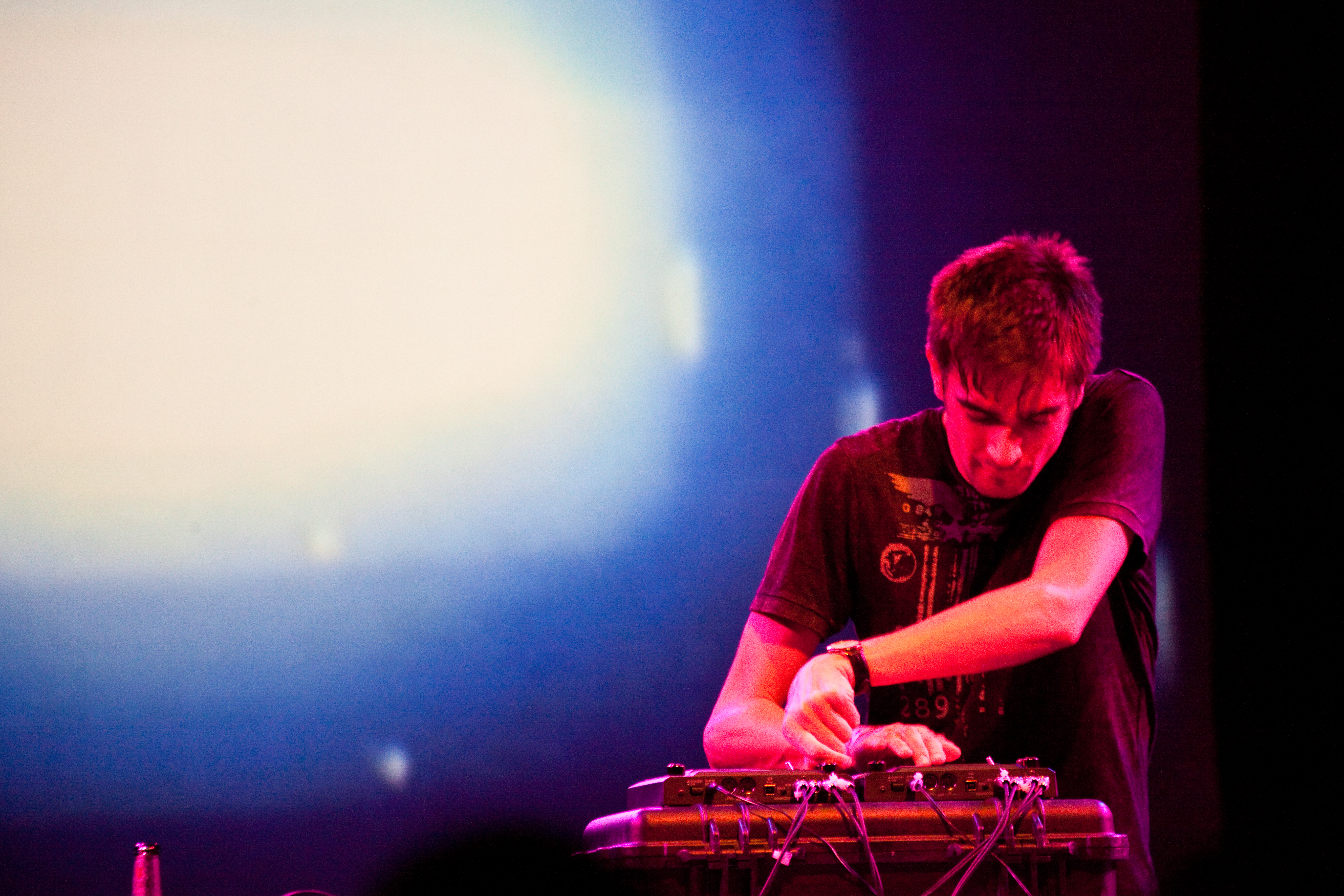
Hopkins en una actuación en vivo de 2009

En 2008, el coreógrafo Wayne McGegor encargó a Hopkins que compusiera la música para “Entity”, una producción del grupo “Random Dance” de McGregor. “Entity” se representó en vivo en Sadler Wells en abril de 2008 con aclamación por parte de la crítica. A esto le siguió una gira mundial que tendría lugar entre los años 2008 y 2009.
Hopkins también ha coescrito y producido para artistas como David Holmes, Dan Arborise, al igual que ha realizado remezclas para artistas como Wild Beasts, Nosaj Thing, Imogen Heap, Four Tet, y James Yorkston. También fue uno de los pocos productores elegidos por la BBC para remezclar el primer álbum de electrónica de David Lynch "Good Day Today" / "I Know", traído de la mano de la discográfica Sunday Best Records.[cita requerida]

### 2008–09:Insides
Hopkins firmó con Domino Records a finales del 2008. Su tercer álbum, Insides fue lanzado bajo su nueva firma el 5 de mayo de 2009. incluyendo la canción, "Light Through the Veins", que había sido previamente utilizada por Coldplay. Algunos de los temas fueron escritos por Hopkins esporádicamente desde la publicación de su último trabajo, mientras que otras se basaban en la música que ya había compuesto para “Entity”. Hopkins llevó a cabo un intenso espectáculo en vivo para acompañar la salida de su tercer álbum, con actuaciones en festivales y clubes por toda Europa y Estados Unidos. Tuvo ciertas participaciones con grupos como The xx, Röyksopp, y Four Tet. Muchos de sus shows en vivo se amenizaron con animaciones visuales realizadas por Vince Collins.
“Insides” alcanzó el número 15 de la revista “Billboard” mientras que “PopMatters” poniéndolo como uno de los 10 mejores álbumes de electrónica del 2009. De acuerdo con las reseñas, el álbum “toma muestras de la música ambiental electrónica, pero utiliza acordes de piano junto con beats muy jugosos y cierta influencia de bajos estilo dubstep- “TinyMixTapes” dijo que era "su trabajo en solitario más agresivo hasta la fecha. Su sensibilidad con los tempos, la claridad de su producción y la variedad de efectos que emplea, te introducen dentro de la historia que cuenta cada una de las interpretaciones instrumentales. Jon Hopkins no es un hombre que sólo pulsa el botón de los preajustes; es un gran compositor y un pianista virtuoso. Su artesanía le hace sobresalir y permite a “Insides” ser tan conmovedor como es y siempre será. Sería fácilmente uno de los mejores álbumes de electrónica del 2009”. Paul Clarke, de la BBC escribió: 
Hopkins es capaz de producir música tan épica, vertiginosa y emocional como ninguna balada, a su propia manera. Tomemos “Light Through The Veins” por ejemplo[… ]Un pariente cercano de “In All The Wrong Places” de Ulrich Schnauss, una magnífica pieza de shoegaze que no para de crecer a lo largo de sus 10 minutos de duración[…] Ninguna cantidad de gloria reflejada podría nunca iluminar por completo las misteriosas profundidades de “Insides”

### 2009–13: Pure Scenius, bandas sonoras

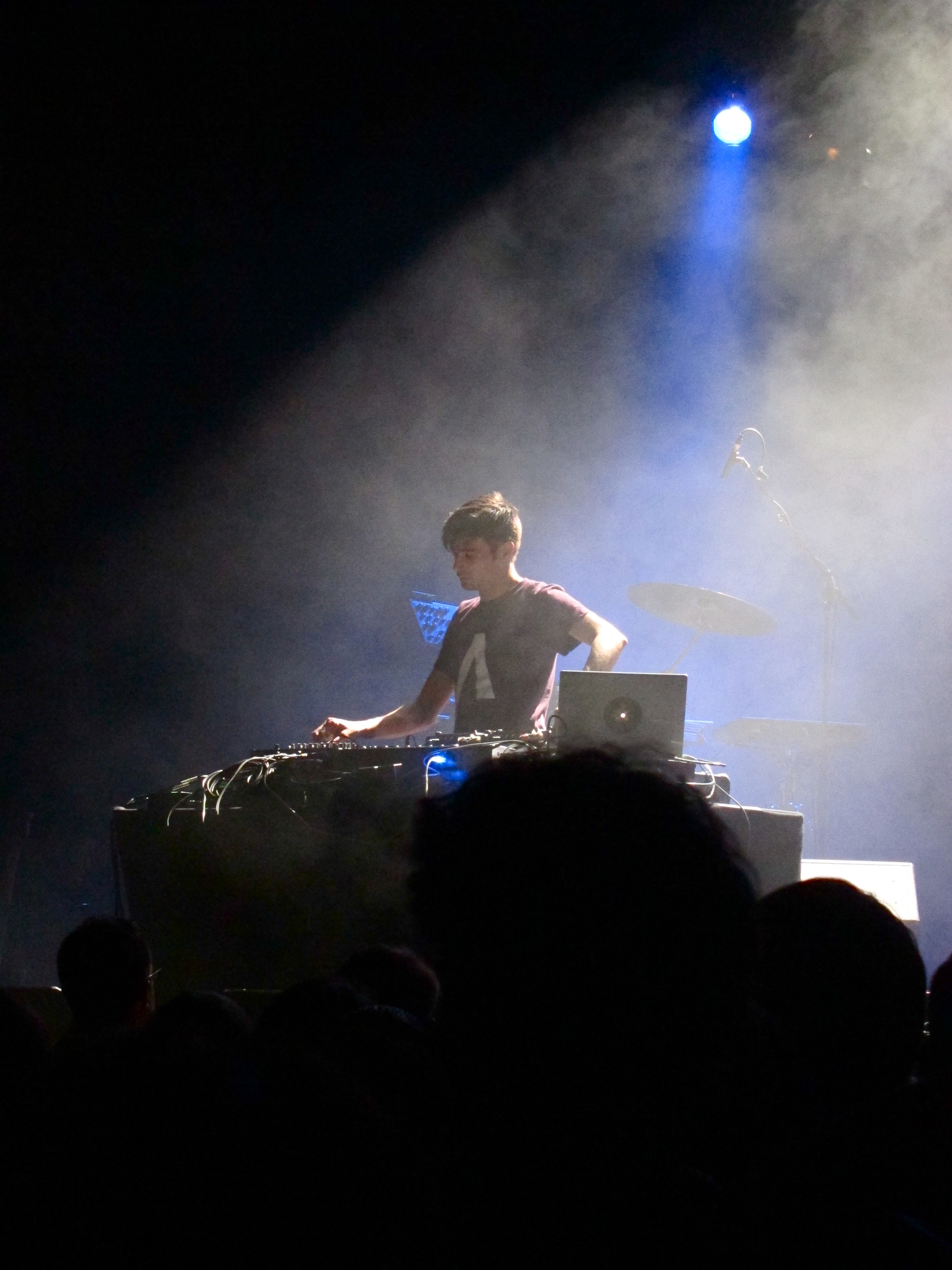
Hopkins actuando en vivo en 2011

En junio de 2009, Jon fue invitado una vez más por Brian Eno para tocar junto a él durante algunas actuaciones en solitario que realizaría en el Festival “Luminous”, en la Casa de la Ópera de Sydney. Unas semanas, no obstante, antes de partir, Eno pidió a Hopkins que se uniera a él, Karl Hyde, Leo Abrahams y el trío de improvisación con base en Sydney “The Necks” para dar forma al grupo “Pure Scenius”, como colofón final para el final del “Luminous”. Juntos, improvisaron música de temas pactados con anterioridad que, durante la interpretación, alcanzaron las tres horas y media de duración. El grupo improvisado “Pure Scenius” volvió a juntarse un año más tarde en Brighton, cuando Eno acudió al festival musical de Brighton.
En 2009, Hopkins colaboró con Brian Eno y Leo Abrahams para componer la música de la película del director Peter Jackson “The Lovely Bones”. A comienzos del 2010, Jon compuso también la partitura musical para un cortometraje de Eric Lynne “Roba en Valentyna en Escocia”, que fue premiado con una mención de honor en el festival de cine de Sundance. En 2010, también, fue el encargado de crear la banda sonora para la película británica de ciencia ficción “Monsters”, que fue dirigida por Gareth Edwards. Para llevar a cabo la composción, Hopkins utilizó arreglos de guitarra y acordes de Davide Rossi y Leo Abrahams. La banda sonora se publicó el 29 de noviembre de 2010 bajo el sello Domino Records. En el 2011 y la pieza, fue nominada para un Ivor Novello Award a la categoría de mejor banda sonora original.

### 2009–12: Colaboraciones
Jon Hopkins colaboró con el artista "Tunng" para el EP “Seven Gulps of Air” en 2009, que le fue encargado por el diseñador Christopher Kelly para la Semana de la moda de Londres.
Durante el 2010 Hopkins colaboró junto a Leo Abrahams y Brian Eno una vez más para crear el álbum “Small Craft on a Milk Sea”, lanzado bajo el sello “Warp Records” a finales del 2010. El álbum se basó en unas sesiones de improvisación llevadas a cabo por los artistas a lo largo de tres semanas, durante las cuales, llegaron a componer un total de seis horas de material al día. En el año 2011, Jon Hopkins, se juntó con el artista escocés King Creosote para crear el álbum “Diamond Mine”, el cual llevaba la letra y la voz de Creosote mientras que Hopkins puso los arreglos musicales de fondo. El álbum supuso la culminación de un total de 7 semanas de trabajo repartidas en 7 años de intensas colaboraciones. El álbum vio la luz el 28 de marzo de 2011. La recepción no se hizo esperar, destacando la reseña de NPR. El 19 de julio de 2011, Hopkins y Anderson fueron nominados para el Premio Mercury del 2011, entregado una vez al año al mejor álbum de Irlanda y Reino Unido. También, en el 2011, el EP Honest Words, una colaboración entre Hopkins y Creosote, fue lanzado bajo “Domino Records”. Hopkins compuso la música para la película de Kevin Macdonald “How I Live Now”.

### 2013:Immunity
Immunity es su cuarto álbum de estudio, lanzado bajo Domino Records el 4 de junio de 2013. Entre los artistas que contribuyeron con las voces se encuentra King Creosete, Corin Roddick y Megan James, de la banda “Purity Ring”. Fue grabado y producido en el estudio de Hopkins de Londres, para el cual, usaron los efectos hechos por el propio Hopkins o el sonido ambiente natural de la habitación. Según “MixMag”: “Immunity es un álbum de techno orgánico y exquisitas minisinfonías”. El álbum se puso en el número 13 en cuanto a música electrónica, según Billboard, en los Estados Unidos. También fue nominado en Inglaterra para el premio Mercury al mejor álbum del 2013. La recepción del álbum fue bastante positiva y bien recibida por la crítica, obteniendo puntuaciones perfectas por parte de “MixMag” y “MusicOHM” y un 4 de 5 por “The Guardian” Pitchfork Media describió “Immunity” como “una grabación increíblemente visceral, sensual y electrónica de confianza”.

### 2014: proyectos recientes
En 2014, Hopkins co-produjo la canción “Midnight” para el álbum de Coldplay del 2014 Ghost Stories y lanzó un EP titulado “Asleep Versions” el 10 de noviembre. El EP contiene, según Domino Records, “cuatro desaceleradas, oníricamente reimaginadas, versiones de canciones del anterior álbum “Immunity”. El EP cuenta con las voces adicionales de Raphaelle Standell-Preston, de la banda Braids, y su colaborador habitual King Creosete, con imagen del álbum realizada por Robert Hunter. 
"Music for Psychedelic Therapy" es su sexto álbum de estudio, lanzado el 12 de noviembre de 2021.

## Actuaciones en vivo
Hopkins ha actuado en festivales de música como el Moogfest, Mutek, y Electric Zoo, y en recitales como en el Madison Square Garden y el O2 de Londres. Para este 2014 se ha mantenido en tour tanto por Inglaterra como internacionalmente, actuando en el Glastonbury Festival en junio, con fechas confirmadas para el Festival de Música de Pitchfork y el “Time Music Festival”.

## Estilo y equipo
Estilo y género
De acuerdo con las reseñas, “la estética de Hopkins es perpetuamente intrigante. Transciende los géneros, fusionando la frialdad de lo digital con ligeras texturas bucólicas; virando de una sesgada elegancia a extrañas e inconformistas profundidades”. Realiza una música poderosamente emotiva e instrumental que está en un constante cambio de géneros, desde aisladas notas de piano a duros y explosivos bajos electrónicos." También, Hopkins construye meticulosamente exuberantes arreglos para parar el tiempo, mezclando golpes digitales y una atmósfera relajante."
Equipamiento y software
Desde septiembre de 2010, su estudio cuenta con “Logic Studio2 para sus sistemas, aunque todas sus obras anteriores estaban realizadas basadas en “Cubase VST”, utilizado en compenetración con una vieja versión de “SoundForge”. Jon comenzó a usar Logic debido a que su viejo sistema no era lo suficientemente potente como para incluir el vídeo para las bandas sonoras de las películas que componía. Sus eventos en vivo incluyen “Ableton” y una cadena de cinco “Kaoss Pad”.

## Vida personal
Es conocido que Hopkins participa en terapias autogénicas y realiza técnicas de meditación transcendental, a lo cual el añade “para mi, no se trata de relajarse. Puede hacer que la música fluya de una forma que es realmente desinhibida, y quiero pasar todo el tiempo que sea posible en ese estado”.

## Discografía

### Álbumes de estudio
- 2001: Opalescent
- 2004: Contact Note
- 2009: Insides
- 2013: Immunity
- 2018: Singularity
- 2021: Music for Psychedelic Therapy
- 2024: RITUAL